# Адея
Адея (др.-греч. Άδεία) — невестка Лисимаха.
Адея была супругой Автодика, брата Лисимаха. Во время правления последнего во Фракии, Анатолии и Македонии она занимала важное положение при дворе.
Лисимах даже, предположительно в последние годы царствования, посвятил статую Адеи в храм Амфиарая в Оропе в знак признания её Добродетели и Благоразумия.